# Natalyiet
Het mineraal natalyiet is een natrium-vanadium-chroom-silicaat, een verbinding van twee silicaationen met natrium, vanadium en chroom, met molecuulformule Na(V3+,Cr3+)Si2O6. Het is een inosilicaat en een pyroxeen. Natalyiet is doorzichtig geelgroen tot lichtgroen, heeft een groene streepkleur en een glas- tot zijdeglans. Het heeft een monoklien kristalstelsel en de splijting is duidelijk volgens kristalvlak [110]. Het heeft een massadichtheid van 3,55 kg/l, de hardheid is 7 en het mineraal is niet radioactief.